# Belen Sánchez
Belén Sánchez Jiménez, född 24 december 1972 i Madrid, är en spansk kanotist.
Hon tog bland annat VM-silver i K-2 200 meter i samband med sprintvärldsmästerskapen i kanotsport 2001 i Poznań.